# Взятие Крак-де-Шевалье
Взятие Крак-де-Шевалье́ — захват мамлюками под командованием султана Бейбарса в 1270 году крепости госпитальеров Крак-де-Шевалье. Бейбарс I отправился на север для взятия замка после смерти Людовика IX Французского 29 ноября 1270 года.

## Осада
По пути к Крак-де-Шевалье Бейбарс I захватил замки поменьше, в том числе Шастель-Блан (Белую Башню). 3 марта 1271 года армия Бейбарса подошла к Крак-де-Шевалье. К прибытию султана замок, возможно, уже блокировали отряды мамлюков в течение нескольких дней. Сохранились упоминания обстоятельств взятия замка в трех арабских источниках, в том числе у Ибн-Шаддада. Крестьяне, которые жили в этом районе, бежали в замок и содержались во внешнем дворе. Как только Бейбарс I прибыл к стенам, он начал сооружать баллисты для обстрела стен. Согласно Ибн-Шаддаду, через два дня первая линия обороны была захвачена осаждающими (он, вероятно, имел в виду стену перед входом в замок).
Дождь прервал осаду, но 21 марта был захвачен барбакан, а 29 марта юго-западная башня была подорвана минерами и рухнула. Армия Бейбарса атаковала через пролом и ворвались во внешний двор замка, наполненный бежавшими сюда крестьянами.

## Капитуляция
Хотя внешние укрепления пали, а часть гарнизона была убита, крестоносцы отступили в цитадель замка. После десятидневного затишья осаждающие передали им письмо, якобы от Великого Магистра рыцарей госпитальеров в Триполи, который давал им разрешение сдаться. Хотя письмо было подделкой, гарнизон капитулировал, и султан их пощадил. Новые владельцы замка предприняли ремонт, сосредоточившись в основном на внешнем дворе. Часовня госпитальеров была преобразована в мечеть, было добавлено два михраба.